# Challenger de Blumenau 2022
El torneo Circuito Dove Men+Care Blumenau 2022 fue un torneo de tenis perteneció al ATP Challenger Tour 2022 en la categoría Challenger 50. Se trató de la 8.ª edición; el torneo tuvo lugar en la ciudad de Blumenau (Brasil), desde el 10 hasta el 16 de enero de 2022 sobre polvo de ladrillo.

## Jugadores participantes del cuadro de individuales
| Favorito | País                 | Jugador                 | Rank1 | Posición en el torneo |
| -------- | -------------------- | ----------------------- | ----- | --------------------- |
| 1        | Bandera de España    | Fernando Verdasco       | 154   | Octavos de final      |
| 2        | Bandera de Brasil    | Orlando Luz             | 295   | Primera ronda         |
| 3        | Bandera de Argentina | Genaro Alberto Olivieri | 313   | Semifinal             |
| 4        | Bandera de Chile     | Gonzalo Lama            | 322   | Primera ronda         |
| 5        | Bandera de Brasil    | Igor Marcondes          | 324   | Campeón               |
| 6        | Bandera de Argentina | Hernán Casanova         | 325   | Primera ronda         |
| 7        | Bandera de España    | Carlos Gimeno Valero    | 329   | Primera ronda         |
| 8        | Bandera de Argentina | Facundo Díaz Acosta     | 338   | Cuartos de Final      |

- 1 Se ha tomado en cuenta el ranking del 3 de enero de 2022.

### Otros participantes
Los siguientes jugadores recibieron una invitación (wild card), por lo tanto ingresan directamente al cuadro principal (WC):
- Pedro Boscardin Dias
- Matheus Amorim de Lima
- João Victor Couto Loureiro

Los siguientes jugadores ingresan al cuadro principal tras disputar el cuadro clasificatorio (Q):
- Román Andrés Burruchaga
- Ignacio Carou
- Quentin Folliot
- Tomás Lipovšek Puches
- José Pereira
- Eduardo Ribeiro

## Campeones

### Individual Masculino
- Igor Marcondes derrotó en la final a  Juan Bautista Torres, 3–6, 7–5, 6–1

### Dobles Masculino
- Boris Arias /  Federico Zeballos derrotaron en la final a  Diego Hidalgo /  Cristian Rodríguez, 7–6(3), 6–1